# Oskar Svendsen
Oskar Nikolai Birger Svendsen (* 10. April 1994 in Lillehammer) ist ein ehemaliger norwegischer Straßenradrennfahrer.

## Sportliche Laufbahn
Oskar Svendsen wurde 2012 in der Juniorenklasse norwegischer Meister im Einzelzeitfahren. Bei der Junioren-Weltmeisterschaft gewann er ebenfalls den Titel im Zeitfahren. Im Jahr 2013 erhielt er seinen ersten Vertrag bei einem internationalen Radsportteam, dem norwegischen Continental Team Joker Merida. In seinem ersten Jahr dort gewann er mit dem Team das Mannschaftszeitfahren beim Circuit des Ardennes und belegte bei der Tour de l’Avenir den fünften Rang in der Gesamtwertung.
Svendsen wurde als großes Talent gehandelt, sah sich aber dem Druck der Erwartungen nicht gewachsen. Nach einer Saison mit Verletzungen und Krankheiten beendete er 2014 seine Radsportlaufbahn und nahm ein Studium auf.

## Diverses
Bei Svendsen wurde im Rahmen einer Untersuchung der Universität Lillehammer mit 97,5 einer der höchsten VO2max-Werte bei einem Leistungssportler gemessen. Damit übertraf er den Wert des Skilangläufers Bjørn Dæhlie.

## Erfolge
2012
- Junioren-Weltmeister – Einzelzeitfahren
- Norwegischer Junioren-Meister – Einzelzeitfahren

2013
- Mannschaftszeitfahren Circuit des Ardennes

## Teams
- 2013 Joker Merida
- 2014 Team Joker